# Raszajja
Raszaja (arab. راشيا) – miasto w Libanie, centrum administracyjne dystryktu Kada Raszajja, na północ od Hermonu, 84 km na południowy wschód od Bejrutu, 10 km od granicy z Syrią.